# Irving Kristol
Irving Kristol, né le 22 janvier 1920 à Brooklyn, à New York, et mort le 18 septembre 2009 à Falls Church en Virginie, est un journaliste, éditeur et intellectuel américain considéré comme le fondateur du néo-conservatisme américain.

## Biographie
Irving Kristol est né dans une famille pauvre d'origine juive, ouvrière du textile, qui avait immigré d'Europe de l'Est. Il suit des études d'histoire au City College de New York, une des rares universités à être gratuites et ne discriminant pas les juifs. Il milite pendant cette période auprès de la Young People's Socialist League, d'orientation trotskyste. Il s'éloigne du communisme après la Deuxième Guerre mondiale, au cours de laquelle il sert en Europe dans l'infanterie. Il se définira plus tard comme un homme de gauche qui s'est fait « agresser par la réalité ».
Il éprouve dans les années 1950 quelques sympathies pour le maccarthysme, la persécution des personnes soupçonnées de sympathies communistes. Il a été éditeur de la revue Commentary de 1947 à 1952, puis de la revue britannique Encounter de 1953 à 1958, financée secrètement par la CIA par l'intermédiaire du Congrès pour la liberté de la culture. Il est le fondateur des revues The Public Interest (en), centrée sur les questions politiques et culturelles, et The National Interest, axée sur les affaires étrangères. Il a coédité The Public Interest depuis sa fondation en 1965 jusqu'à 2002 (d'abord avec Daniel Bell, puis avec Nathan Glazer) et a publié The National Interest depuis sa fondation en 1985 jusqu'à 2001. Irving Kristol a utilisé ces publications pour animer le mouvement néoconservateur.
Irving Kristol était professeur de sociologie à l'université de New York, spécialisé dans les questions d'éducation et de politiques sociales. Il était également membre de l’American Enterprise Institute, fondé en 1943 par des magnats du monde des affaires pour combattre le New Deal et le modèle de l’État-providence.

## Idées
C'est à partir de la présidence de Lyndon Johnson qu'Irving Kristol rompt avec la gauche. Les raisons sont multiples. 
- Il y a d'abord la critique des aides sociales. Pour Irving Kristol les grandes politiques sociales sont le pendant de l'émergence d'une nouvelle classe d'éducateurs, criminologistes, légistes et planificateurs, un establishment anti-capitaliste qui tient entre ses mains le destin et l'espoir des pauvres, condamnés à quémander sa charité. Les politiques sociales ont pour effet non délibéré d'encourager la dépendance et de désinciter les pauvres à lutter, à consacrer de l'énergie à se réinsérer.
- Par ailleurs, l'apparition de la contre-culture dans les mouvements estudiantins, dans laquelle il voyait la promotion du nihilisme, l'a fait réagir.
- Ce qu'il considérait comme la mollesse des démocrates à l'égard des dictatures le conduisit à se détourner du mouvement démocrate. Il était devenu un farouche anticommuniste[4].
- La volonté de soutenir Israël le poussa, à partir de 1984, à prôner l'alliance des juifs avec les évangéliques, le sionisme chrétien et la droite évangélique[5].
- Il considère comme allant de soi « l’émergence d’un empire américain », les pays européens devant à terme renoncer à leur indépendance et s'aligner sur les États-Unis[6].

Dans ses tribunes, il invoquait les philosophes sous le patronage desquels il se plaçait : Platon et Aristote, Adam Smith et, comme la plupart des néoconservateurs, Leo Strauss.
Il déniait au néoconservatisme la qualification d'idéologie, qu'il définissait d'abord comme une conception aprioriste de la réalité. Il estimait en effet que le néoconservatisme était plutôt l'« impulsion » qui permettait au conservatisme américain d'être plus intellectuel, plus ouvert et plus déterminé.

## Famille
Il a été l'époux de Gertrude Himmelfarb (1922-2019), historienne de l'époque victorienne et spécialiste de Lord Acton.
Son fils William Kristol est rédacteur en chef de l'hebdomadaire néoconservateur The Weekly Standard.

## Ouvrages
- Crise et renouveau de la théorie économique, sous la dir. de Daniel Bell et Irving Kristol ; trad., André Trillaud, Bonnel  (ISBN 2-86590-013-4), Publisud  (ISBN 2-86600-248-2), Paris 1986, 350 p. Bonnel.
- Réflexions d'un néo-conservateur, trad. par Raoul Audouin, Presses universitaires de France, Paris 1987, 419 p.  (ISBN 2-13-039948-7).
  - (en) Reflections of a Neoconservative: Looking Back, Looking Ahead, 1983  (ISBN 0-465-06872-3)
- (en) Neoconservatism: The Autobiography of an Idea, 1995  (ISBN 0-02-874021-1).
- (en) Two Cheers for Capitalism, 1978  (ISBN 0-465-08803-1).
- (en) On the Democratic Idea in America
- (en) The American Revolution as a successful revolution (Distinguished lecture series on the Bicentennial), 1973  (ISBN 0-8447-1300-7)
- (en) Democracy does not guarantee equality of conditions - it only guarantees equality of opportunity.